# Kochanovce (okres Humenné)
Kochanovce jsou obec na Slovensku v okrese Humenné v Prešovském kraji ležící 4 km na východ od města Humenné. Žije zde 737 obyvatel.
První písemná zmínka pochází z roku 1543. Nachází se zde římskokatolický kostel Narození svatého Jana Křtitele.